# Tartiflette
La Tartiflette (pronunciació francesa: [taʁtiˈflɛt]: [taʁtiˈflɛt]) és un plat de la zona de Savoia (als Alps francesos) i de la Vall d'Aosta. S'elabora amb patates, formatge reblochon, llardons i ceba. En algunes versions del plat, s'hi afegeix un raig de vi blanc.
El mot "tartiflette" se suposa que deriva de la paraula de l'Arpità per anomenar la "patata" (tartiflâ) o del Francoprovençal tartifles, un terme també present en el Provençal i el Gallo-italià. Aquesta recepta moderna va ser inspirada per un plat tradicional anomenat péla: un gratinat cuinat dins d'una cassola de mànec llarg anomenada pelagic (pala).
Sovint servida com un Après-ski, la tartiflette es projecta com una imatge d'autenticitat Alpina.

## Història

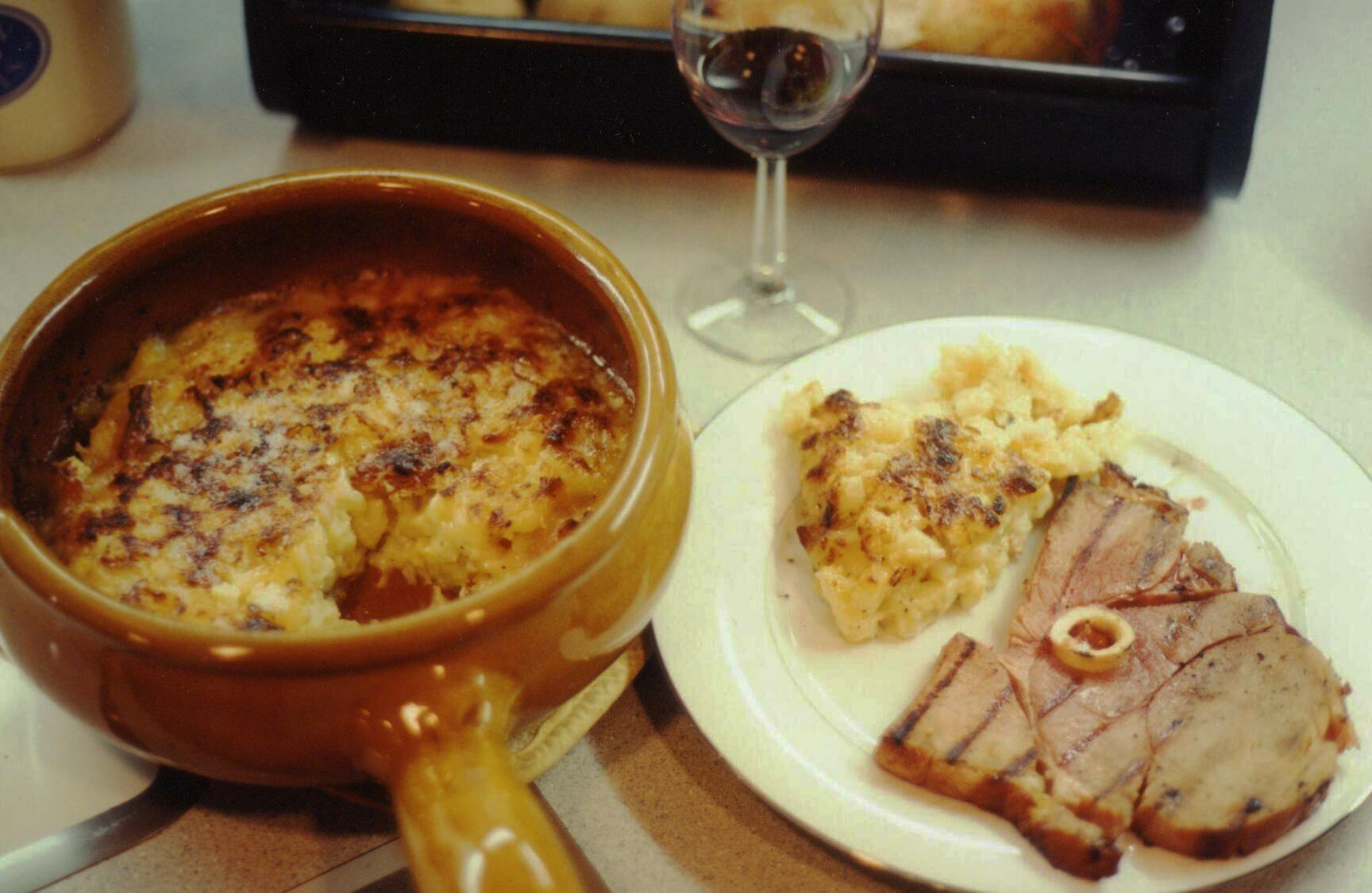
Una tartiflette i pernil a la planxa

Com amb molts plats tradicionals de la regió, la patata és un ingredient fonamental. Savoia era històricament part del Sacre Imperi Romanogermànic i els Savoians va ser exposats als tubercles de patata abans que els francesos. La primera menció històrica de la Tartiflette es troba al llibre "Le Cuisinier Reial et Burgès", escrit l'any 1705 per François Massialot i el seu cuiner assistent B. Mathieu.
En la seva forma moderna, la tartiflette va començar a aparèixer a les cartes dels restaurants d'esquí cap al 1980. La seva popularitat es deu, en part, gràcies a l'esforç promocional dut a terme per Le Syndicat Interprofessionnel du Reblochon per fomentar les vendes de reblochon, com afirma Christian Millau (de la Guia Gault-Millau) en el seu diccionari gastronòmic.

## Variacions
Un plat relacionat comú que es troba a tota la regió és la croziflette. La seva elaboració s'assembla a la del plat original, substituint les patates per minúsculs quadrats de pasta de producció local. Aquests es coneixen com a crozets de Savoie, que solen fer-se amb blat sarraí (en algunes ocasions utilitza blat dur). El nom d'aquest plat sorgeix de la barreja dels mots "crozet" i "tartiflette".

Un altre plat relacionat és la morbiflette, preparada de la mateixa manera però substituint el formatge Reblochon per formatge Morbier.